# Réserve écologique de l'Aigle-à-Tête-Blanche
La réserve écologique de l'Aigle-à-Tête-Blanche est située au nord-est de Rapides-des-Joachims.  Cette réserve a été créée dans le but de protéger une aire d'hivernage du pygargue à tête blanche.